# ملاقات با جان دو
ملاقات با جان دو (انگلیسی: Meet John Doe) فیلمی در ژانر کمدی رمانتیک و درام به کارگردانی و تهیه‌کنندگی فرانک کاپرا است که در سال ۱۹۴۱ منتشر شد.

## بازیگران
- گری کوپر
- باربارا استانویک
- ادوارد آرنولد
- والتر برنان
- اسپرینگ باینگتون
- جیمز گلیسون
- جین لوکارت
- رود لا رک
- جی. فارل مک‌دانلد
- گلن کاوندر
- هانک مان
- اروینگ بیکن
- کنث هارلن
- میچل لوئیس
- رجیس تومی
- راسل سیمپسون
- استرلینگ هالووی
- وارن هایمر
- ویندم استندینگ
- ویرا استدمن
- ادوارد اِرل
- لیف مک‌کی
- چارلز سی. ویلسون
- جین مورگان
- چارلز آر. مور